# 409 (tal)
409 är det naturliga talet som följer 408 och som följs av 410.

## Inom vetenskapen
- 409 Aspasia, en asteroid.

## Inom matematiken
- 409 är ett udda tal
- 409 är ett primtal[1]
- 409 är ett defekt tal
- 409 är ett centrerat triangeltal
- 409 är ett lyckotal
- 409 är ett palindromtal i det kvarternära talsystemet.